# Distretto di Dawa
Il distretto di Dawa (大洼区S, Dàwā QūP) è un distretto della Cina, situato nella provincia di Liaoning e amministrato dalla prefettura di Panjin.